# Racefilm
Der Racefilm ist ein eigenes Filmgenre, das hauptsächlich während der Jahre 1915 bis 1950 in den USA seine Blütezeit erlebte. Der Racefilm wurde nur von Afroamerikanern produziert und veröffentlicht. Das Genre wurde nicht von den Filmstudios in Hollywood unterstützt. Aus diesem Grund sind die meisten Filme des Genres eher unbekannt und werden von Filmhistorikern weniger beachtet.
Mit dem Racefilm entstanden zahlreiche Independentfilme aus allen Filmgenres.

## Entwicklung
Der Racefilm entstand aus der Not heraus, die meisten afroamerikanischen Schauspieler bekamen meistens nur Nebenrollen. Des Weiteren bildete sich mit den Blackface-Schauspielern eine einfache Art und Weise die Schauspieler zu ersetzen. Bekannte Filme mit Blackface-Schauspielern sind Uncle Tom's Cabin aus dem Jahre 1904 und The Masher aus dem Jahre 1907. Die Darstellung in diesen Filmen war stereotypisch und hatte nichts mit der Wirklichkeit zu tun.
Daraufhin entwickelte sich das eigene neue Genre des Racefilms, fernab vom großen Hollywoodsystem. Hieraus entwickelte sich fast unmerkbar ein positives Licht, das auf die afroamerikanische Bevölkerung fiel. Allerdings war es in den Südstaaten der USA – anders als, wenn auch in eingeschränktem Maße, im Norden – für ein nichtschwarzes Publikum fast unmöglich, Racefilme im Kino sehen zu können.
Auch in Hollywood wurde auf dieses Genre leicht reagiert und das negative Bild unbewusst und unmerklich abgebaut. So wurde die Schauspielerin Hattie McDaniel im Jahre 1940 mit einem Oscar als beste Nebendarstellerin für ihre Leistung in dem Film Vom Winde verweht ausgezeichnet. Sie war die erste afroamerikanische Darstellerin, die mit einem Oscar ausgezeichnet wurde.
Nach dem berühmten Hollywood Antitrust Case aus dem Jahre 1948 verschwand der Racefilm unmerklich und Hollywood übergab den afroamerikanischen Schauspielern wichtigere Rollen.

## Produktion und Finanzierung
Die Produktion von Racefilmen wurden meistens mit wenig Geld verwirklicht. Teilweise produzierten sogar Firmen in weißer Hand die Racefilme, ein bekannter Produzent war Alfred N. Sack. Sie kümmerten sich allerdings nur um die Finanzierung und hielten sich meistens aus der Produktion heraus.
Trotzdem gab es viele Filmfirmen wie die Lincoln Motion Picture Company und die Chicago-based Micheaux Film Corporation, die sich in afroamerikanischer Hand befand.

## Kinovorführungen
Die Racefilme waren vor allem bei der afroamerikanischen Bevölkerung sehr beliebt, weil hier Themen aufgegriffen wurden, die sie interessierten. Auch übernahmen hier afroamerikanische Schauspieler die Hauptrollen. In etwa 1.100 Kinos in den USA wurden Racefilme gezeigt. In den Nordstaaten wurde in den größeren Kinos für gemischtes Publikum oftmals ein Balkon für die afroamerikanischen Zuschauer freigehalten, oder es wurden für sie bestimmte Vorführzeiten reserviert. So wurden dort Racefilme oft um Mitternacht oder als Matinee präsentiert. Im Süden wurden aufgrund der in den meisten Staaten geltenden Segregationsgesetze Racefime nur in Kinos für ein ausschließlich schwarzes Publikum vorgeführt.

## Themen des Racefilms
Die Themen des Racefilms spielten alle in der Mittelschicht der afroamerikanischen Bevölkerung. Dabei bedienen sich die Regisseure des Racefilms allerlei erdenklichen Filmgenres wie dem Drama, der Komödie, des religiösen Films, des Westerns oder des Monsterfilms.

## Bekannte Gesichter des Racefilms
Der Racefilm brachte zahlreiche Stars hervor, die später auch gerne von Hollywood eingesetzt wurden, da sie den Racefilm auch als billige Quelle für neue Talente betrachtete. Die bekanntesten Regisseure und Produzenten des Genres sind Oscar Micheaux und Spencer Williams, die zahlreiche Filme des Genres mit einem kleinen Budget umsetzten. Auch der Jazzsänger Herb Jeffries wurde im Racefilm bei der Zusammenarbeit mit Spencer Williams entdeckt. Auch Evelyn Preer, Paul Robeson und Hattie McDaniel haben ihre Wurzeln im Racefilm.

## Bekannte Filme des Genres
- The Homesteader (1919), der erste Film von Oscar Micheaux
- Within Our Gates (1919)
- The Brute (1920)
- Body and Soul (1924), Paul Robesons Kinodebüt
- A Son of Satan (1924)
- The Conjure Woman (1926)
- The Scar of Shame (1927), der erste große Erfolg des Racefilms
- The House Behind the Cedars (1927)
- The Wages of Sin (1929)
- A Daughter of the Congo (1930)
- The Exile (1931)
- Harlem on the Prairie (1937), Der erste Racefilm mit dem Thema des Singenden Cowboys
- Lying Lips (1939)
- Son of Ingagi (1940), gilt als erster Horrorfilm des Genres
- The Blood of Jesus (1941), der erste Racefilm, der in die U.S. National Film Registry-Liste zugefügt wurde
- Brother Martin: Servant of Jesus (1942)
- Go Down, Death! (1944)